# Marcus Horan
Pour les articles homonymes, voir Horan.

a Compétitions nationales et continentales officielles uniquement.

b Matchs officiels uniquement.
Dernière mise à jour le 27 janvier 2017.
Marcus John Horan, né le 7 septembre 1977 à Limerick, est un joueur irlandais de rugby à XV. Il compte 67 sélections avec l'équipe d'Irlande, évoluant au poste de pilier.

## Biographie
Marcus Horan joue avec le Munster Rugby depuis. Il obtient sa première sélection le 1er juin 2000 lors d'un test match contre les États-Unis.
Il fut fréquemment associé à son compatriote John Hayes en équipe nationale.

## Statistiques en sélection nationale
- 67 sélections
- 30 points  (6 essais)
- sélections par année : 1 en 2000, 2 en 2002, 14 en 2003, 6 en 2004, 10 en 2005, 9 en 2006, 9 en 2007, 10 en 2008, 5 en 2009, 1 en 2011